# Parsec
Parsec — проприетарное программное обеспечение для захвата рабочего стола, которое в основном используется для игр через потоковое видео. Parsec может транслировать видеоматериалы из видеоигр через Интернет-соединение, что позволяет запускать игру на одном компьютере и воспроизводить её удаленно на другом устройстве. Также Parsec можно использовать в качестве программного обеспечения для совместного использования рабочего стола с низкой задержкой.
Parsec доступен во многих операционных системах.
Платная версия Parsec for Teams предоставляет функционал для художников и разработчиков, такой как дополнительные инструменты администрирования, повышенная точность цветопередачи (цветовая субдискретизация 4:4:4), возможность потоковой передачи нескольких экранов одновременно и поддержка графического планшета. Parsec for Teams больше предназначен для компаний, чем для обычных пользователей.
Платная версия Parsec Warp схожа с Parsec for Teams. Warp предоставляет дополнительные возможности для стриминга.
В январе 2018 года Parsec в партнерстве с Hewlett-Packard создал OMEN Game Stream, бесплатную облачную игровую службу на основе технологии Parsec, разработанную специально для ПК HP Omen.
Unity Technologies объявила о своем плане приобрести Parsec за 320 миллионов долларов в августе 2021 года, и ожидается, что сделка будет закрыта к третьему кварталу 2021 года. Unity планирует включить программное обеспечение Parsec в движок Unity для поддержки разработки. Unity Technologies интегрировала Parsec в начале 2022 года, сделав Parsec частью Unity. 

## Технология Parsec
Принцип работы выглядит так:
- Захват необработанных кадров рабочего стола
- Кодирование необработанных кадров
- Отправка закодированных кадров по сети
- Декодирование кадров
- Визуализация кадров на экране

Для сжатия кадров рабочего стола используются стандарты сжатия видео H.265 и H.264. На современных компьютерах по умолчанию используется кодек H.265 из-за существенного преимущества в качестве перед H.264 при одинаковом битрейте.
Для декодирования потока могут использоваться как аппаратные ресурсы компьютера (например встроенный в видеокарту декодер), так и программный метод декодирования (мощностями процессора).
Важной особенностью Parsec является возможность передавать видео с частотой кадров вплоть до 240 Гц, что полезно при использовании игровых мониторов с высокой частотой обновления дисплея.